# 公民权利和政治权利
公民權利和政治權利是保護個人的自由不受政府、社會組織和私人侵犯的一類權利。它們確保一個人有權不受歧視或壓制地參與社會和國家的公民和政治生活。
公民權利包括保障個人的身心完整、生命安全；保護免受基於性別、種族、性取向、國籍、膚色、年齡、政治派別、種族、社會階層、宗教和殘疾等理由的歧視；還有個人權利，如隱私和思想自由、言論自由、宗教自由、新聞自由、集會自由和遷徙自由。
政治權利包括法律方面的自然公正（程序公平），如被告人的權利，包括公平審判的權利；正當法律程序；尋求補救或法律救濟的權利；結社自由、集會自由、請願權、自衛權、選舉權等公民社會和政治參與權利。
公民權利和政治權利是國際人權的原始和主要部分。 它們構成了 1948 年《世界人權宣言》的第一部分（經濟、社會和文化權利構成了第二部分）。三代人權說認為這組權利是“第一代權利”，而消極權利和積極權利說則認為它們一般都是消極權利。

## 历史
公民权利一词源于拉丁语ius civis（公民的权利）。罗马公民均享有法律权利。在313年米兰敕令之后，公民权利包括了宗教自由。虽然中世纪没有延续罗马的法律原则，但基于宗教原则仍然可以主张普世权利。1549年英国Rebellion叛乱的首领认为：“人人皆可自由，因为上帝以其宝血使人人自由”。
17世纪，英国普通法法官愛德華·科克复兴了权利基于公民身份的观念，认为英国人自古就享有这些权利。1689年英国通过了权利法案。
1776年，弗吉尼亚权利法案获得通过，这是美国权利法案的直接渊源和范本。
在19世纪初期的英国，公民权利一词通常指对天主教徒的法律歧视问题。英国下議院对英国民权运动的支持分裂了，很多著名政治家支持歧视天主教徒，而独立议员对大党派施压，要求通过1920年代的民权法案。
1860年代开始，雖然美国憲法第十四條修正案在1868年獲得通過及生效，但美國南方的政府对新解放的黑人制定了歧视性的法律和政策，美國最高法院於1896年裁決的隔離但平等使種族隔離法律規範合法，直至1954年才宣布違憲。美国国会在1957年、1964年分别通过了民权法案以保障不同種族及性別的平等公民权利，包括投票權、禁止學校種族隔離等。在所有公立学校，公民权利教育都是必修课。